# Dysderoides
Dysderoides är ett släkte av spindlar. Dysderoides ingår i familjen dansspindlar.
Kladogram enligt Catalogue of Life:
| Dysderoides | \| \| Dysderoides micans \| \| \| \| \| \| Dysderoides typhlos \| \| \| \| |
|             | \| \| Dysderoides micans \| \| \| \| \| \| Dysderoides typhlos \| \| \| \| |
|             | Dysderoides micans                                                         |
|             |                                                                            |
|             | Dysderoides typhlos                                                        |
|             |                                                                            |